# Samuel Sarphati
Samuel Sarphati (né le 31 janvier 1813, mort le 23 juin 1866) est un médecin, chimiste, urbaniste et philanthrope néerlandais qui joue un rôle majeur dans le développement de la ville d'Amsterdam, tant en matière d'urbanisme que dans les secteurs de l'enseignement, de l'industrie et de la santé, au cours du XIXe siècle. À la suite de sa mort, son nom est donné au Sarphatipark, où figure un buste à son effigie, en 1885.

## Biographie
Après avoir suivi des études de médecine à l'Université de Leyde, dont il est diplômé en 1839, Sarphati s'installe comme médecin généraliste à Amsterdam. Son activité le confronte directement à la pauvreté et à la précarité des habitants d'Amsterdam de l'époque, alors que 8 % de la population habite dans des caves, que la moitié des enfants étudient dans des « écoles de charité », et que les statistiques sur la population s'apparentent à celles d'une ville du tiers-monde: une forte natalité et une forte mortalité, couplées à la puanteur des odeurs de soufre et de fumier, ainsi qu'aux ordures.
De nombreuses actions entreprises par Sarphati permettent une amélioration de ces conditions de vie. Il participe à la conception d'un plan d'expansion de la ville d'Amsterdam, milite en faveur de l'installation d'un abattoir, encourage le développement des pharmacies vers 1842 et crée la première usine de pain des Pays-Bas sur le Vijzelgracht, avec une production hebdomadaire de 9000 pains bon marché. Dans le secteur de l'industrie, il crée la banque Het Crediet Mobilier. En 1842, il crée également une école de commerce privée à Amsterdam. La plupart de ses initiatives sont ainsi déployées jusqu'au milieu des années 1840.
Sarphati joue également un rôle important dans la création d'un système de gestion des déchets. En 1847, il obtient l'autorisation de collecter les ordures, et crée une entreprise de collecte des ordures, la Maatschappij ter bevordering van Landbouw en Landontginning (Société pour la promotion de l'agriculture et du défrichage des terres). Cette dernière a pour objectif de collecter les déchets (déjections, carcasses d'animaux, etc.) pour les vendre à l'agriculture, mais pas de nettoyer les rues, dont l'insalubrité les rend parfois impraticables. En 1852, il crée la Vereeniging voor Volksvlijt qui permet la construction du Paleis voor Volksvlijt, et en 1855, la Maatschappij voor Meel- en Broodfabrieken qui propose du pain à un prix 30 % inférieur à celui des boulangeries. Toutes ces initiatives contribuent à l'amélioration des conditions de vie dans la ville constatées vers 1870.